# Liptodetrynit
Liptodetrynit – macerał z grupy liptynitu.
W węglach brunatnych i węglach kamiennych utworzony z rozproszonych macerałów liptynitu Jest to zbiorczy macerał. Ziarna w obrębie liptodetrynitu wykazują zmienną fluorescencję.